# پوشش‌دهی فسفات
پوشش‌دهی فسفاته یک تیمار شیمیایی است که بر روی قطعات فولادی اعمال می‌شود و یک لایه نازک و متشکل از فسفاته‌های آهن، روی، یا منگنز ایجاد می‌کند تا مقاومت در برابر زنگ‌زدگی، لوبریکیشن یا به عنوان پایه‌ای برای پوشش‌ها یا نقاشی‌های بعدی به دست آید. این یکی از رایج‌ترین انواع پوشش‌های تبدیلی است. این فرایند همچنین با نام پوشش فسفاته، فسفاته‌سازی، فسفاته‌سازی یا فسفاته‌گذاری شناخته می‌شود. وقتی به اسلحه‌ها و تجهیزات نظامی دیگر اعمال می‌شود، به خصوص به نام تجاری پارکرایزینگ هم شناخته می‌شود.
معمولاً پوشش فسفاته با اعمال یک محلول تقسیم شده از اسید فسفری، احتمالاً با نمک‌های حل شونده آهن، روی و/یا منگنز به بخش فولادی به دست می‌آید. این محلول ممکن است با استفاده از اسفنج، اسپری یا غرق شدن اعمال شود. پوشش‌های تبدیلی فسفاته همچنین می‌توانند بر روی آلومینیوم، روی، کادمیوم، نقره و قلع نیز استفاده شوند.

## تاریخچه
فسفاته‌سازی اسلحه در حدود سال ۱۹۱۰ کشف شد، زمانی که مشاهده شد که اگر سطح فولاد به یک فسفاته تبدیل شود، مقاومت به زنگ‌زدگی قابل توجهی به دست می‌آید. تا دهه ۱۹۴۰، این روش در ایالات متحده بسیار محبوب بود، تا زمانی که روش‌های مدرن ولی مشابه برای پوشش فلزات معرفی شدند.

## انواع
انواع اصلی پوشش‌های فسفاته شامل مقدار متنوعی از آهن، منگنز و روی هستند.
- پوشش‌های فسفاته منگنز برای مقاومت در برابر زنگ‌زدگی و لوبریکیته استفاده می‌شوند و تنها از طریق غرق شدن اعمال می‌شوند.

- پوشش‌های فسفاته آهن معمولاً به عنوان یک پایه برای پوشش‌ها یا نقاشی‌های بعدی استفاده می‌شوند و به وسیله غرق شدن یا اسپری اعمال می‌شوند.

- پوشش‌های فسفاته روی برای مقاومت در برابر زنگ‌زدگی، به عنوان یک لایه نگهدارنده لوبریکانت و به عنوان پایه نقاشی/پوشش نیز استفاده می‌شوند و می‌توانند همچنین از طریق غرق شدن یا اسپری اعمال شوند. این پوشش‌ها همچنین می‌توانند بر روی فولاد گالوانیزه نیز اعمال شوند.

## فرایند
این فرایند از حلالیت پایین فسفاته‌ها در محدوده pH متوسط یا بالا بهره می‌برد. حوضچه یک محلول اسید فسفری (H₃PO₄) است که شامل کاتیون‌های مطلوب آهن، روی یا منگنز و افزودنی‌های دیگر است. اسید با فلز آهن واکنش می‌کند و هیدروژن و کاتیون‌های آهن تولید می‌شوند:
Fe + 2 H₃O⁺ → Fe²⁺ + H₂ + 2 H₂O
واکنشی که پروتون‌ها را مصرف می‌کند، pH محلول را در محدوده فوری اطراف سطح افزایش می‌دهد، تا در نهایت فسفاته‌ها غیرقابل حل شوند و روی سطح رسوب گردند. واکنش اسید و فلز همچنین باعث ایجاد فسفاته آهن به صورت محلی می‌شود که ممکن است نیز رسوب شود. هنگام رسوب آهن فسفاته یا منگنز فسفاته، رسوب فسفاته آهن اضافی ممکن است یک آلاینده غیرمطلوب باشد.
حوضچه اغلب شامل یک اکساینده مانند نیترات سدیم (NaNO₂) است تا گاز هیدروژن (H₂) را مصرف کند. این گاز در غیر این صورت ممکن است یک لایه از حباب‌های ریز روی سطح ایجاد کند که باعث کاهش سرعت واکنش می‌شود.
مرحله اصلی فسفاته‌سازی ممکن است توسط یک حوضچه «فعال‌سازی» پیش‌روی شود که ذرات ریز ترکیبات تیتانیوم را بر روی سطح ایجاد می‌کند.
عملکرد یک پوشش فسفاته به ساختار بلوری و همچنین ضخامت آن بستگی دارد. یک ساختار میکروکریستالی چگال با پرتوی کم معمولاً برای مقاومت در برابر زنگ‌زدگی یا نقاشی‌های بعدی مناسب است. یک ساختار دانه‌بندی خشن که با روغن تراکم یافته باشد، ممکن است برای مقاومت در برابر فرسایش مناسب باشد. این عوامل می‌توانند توسط تغییر غلظت حوضچه، ترکیب، دما و زمان کنترل شوند.

## پارکرایزینگ

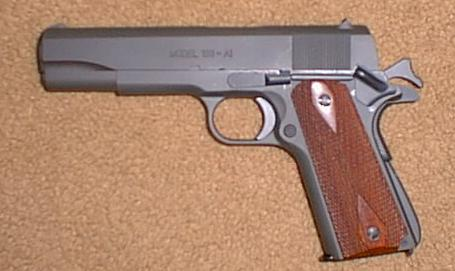

پارکرایزینگ یک روش است که برای حفاظت از سطح فولاد در برابر زنگ‌زدگی و افزایش مقاومت به فرسایش از طریق اعمال پوشش شیمیایی فسفاته تبدیلی به کار می‌رود. این روش معمولاً بر روی اسلحه‌ها اعمال می‌شود. پارکرایزینگ به‌طور معمول به عنوان یک فرایند بهبود یافته برای فسفاته آهن یا زینک محسوب می‌شود، و به عنوان یک فرایند بهبود یافته برای فسفاته آهن در نظر گرفته نمی‌شود، با این حال برخی از مردم از اصطلاح پارکرایزینگ به عنوان یک اصطلاح کلی برای اعمال پوشش‌های فسفاته (یا فسفاته‌سازی) که شامل فرایند فسفاته آهن نیز می‌شود، استفاده می‌کنند.
اصطلاحات دیگر مانند باندرایزینگ، فسفاته‌سازی و فسفاته‌گذاری نیز با فرایند پارکرایزینگ ارتباط دارند اما معمولاً برای پایانهای قطعات خودرو استفاده می‌شوند چرا که به سطح آنها دانه‌بندی با دانه‌های کوچکتر می‌دهد. این فرایند همچنین در زمینه آهن و فولاد به عنوان "pickling" نیز شناخته شده‌است.
پارکرایزینگ به‌طور رایج بر روی اسلحه‌ها به عنوان یک جایگزین مؤثرتر برای آبکاری (bluing) که یک پوشش تبدیلی شیمیایی به تازگی توسعه یافته‌است، استفاده می‌شود. همچنین در اتومبیل‌ها به‌طور گسترده برای حفاظت از قطعات فلزی ناتمام از زنگ‌زدگی استفاده می‌شود.
فرایند پارکرایزینگ نمی‌تواند برای حفاظت از فلزات غیرآهنی مانند آلومینیوم، برنج یا مس استفاده شود، اما می‌تواند به جای آن برای تلمیع یا حکاکی شیمیایی مورد استفاده قرار گیرد. به همین ترتیب نمی‌تواند بر روی فولادهایی که شامل مقدار زیادی نیکل هستند یا بر روی فولاد ضدزنگ نیز اعمال شود. برای حفاظت از فلزات دیگر، می‌توان از فرایند پسیوسازی (Passivation) استفاده کرد.

### تاریخچه پارکرایزینگ
توسعهٔ این فرایند در انگلستان آغاز شد و توسط خانواده پارکر در ایالات متحده ادامه یافت. اصطلاحات پارکرایزینگ، پارکرایز، و پارکرایزد به‌طور تخصصی همگی نشان‌های تجاری ثبت‌شده در ایالات متحده از فناوری چسب‌زنی هنکل می‌باشند، اگرچه این اصطلاحات به مدت زیادی به عنوان اصطلاحات عمومی در گردش بوده‌اند. این فرایند برای اولین بار به‌طور گسترده در تولید اسلحه برای نیروهای مسلح ایالات متحده در دوران جنگ جهانی دوم به کار گرفته شد.
نخستین تحقیقات در زمینهٔ فرآیندهای فسفاته‌سازی توسط مخترعان بریتانیایی ویلیام الکساندر راس با پیش‌نمایش بریتانیایی ۳۱۱۹ در سال ۱۸۶۹ و توسط توماس واتس کازلت با پیش‌نمایش بریتانیایی ۸۶۶۷ در سال ۱۹۰۶ انجام شد. کازلت، اهل برمنگام، انگلستان، در ادامه یک پتنت مبتنی بر همین فرایند در ایالات متحده در سال ۱۹۰۷ ثبت کرد که با پتنت ایالات متحده ۸۷۰٬۹۳۷ در سال ۱۹۰۷ تأیید شد. این فرایند اصولاً یک فرایند فسفاته‌سازی آهن با استفاده از اسید فسفریک را فراهم می‌کرد.
یک درخواست پتنت بهبود یافته برای فسفاته‌سازی منگنزی بر پایهٔ این فرایند آهنی بریتانیایی در سال ۱۹۱۲ در ایالات متحده ثبت شد و در سال ۱۹۱۳ به نام فرانک روپرت گرانویل ریچاردز به عنوان پتنت ایالات متحده ۱٬۰۶۹٬۹۰۳ صادر شد.
کلارک دبلیو پارکر حقوق پتنت‌های ایالات متحده کازلت و ریچاردز را به دست آورد و با این و سایر فرمولاسیون‌های مقاوم به زنگ آزمایش کرد. نتیجه نهایی این بود که پارکر به همراه پسرش وایمن سی. پارکر، با همکاری، شرکت فسفاته‌سازی ضدزنگ پارکر آمریکا را در سال ۱۹۱۵ تأسیس کردند.
آر.دی. کولکون از شرکت فسفاته‌سازی ضدزنگ پارکر آمریکا سپس یک درخواست پتنت بهبود یافته در زمینهٔ فسفاته‌سازی در سال ۱۹۱۹ ثبت کرد. این پتنت در سال ۱۹۱۹ با شماره ۱٬۳۱۱٬۳۱۹ به عنوان یک تکنیک بهبود یافته فسفاته‌سازی منگنزی (پارکرایزینگ) صادر شد.
به همین ترتیب، بیکر و دینگمن از شرکت فسفاته‌سازی ضدزنگ پارکر آمریکا در سال ۱۹۲۸ یک درخواست پتنت بهبود یافته برای فرایند فسفاته‌سازی منگنزی (پارکرایزینگ) ثبت کردند که زمان پردازش را به یک سوم زمان اصلی کاهش می‌داد و این با گرم کردن محلول به دمای کنترل شده به دقت در محدوده‌ای از ۵۰۰ تا ۵۵۰ درجه فارنهایت (۲۶۰ تا ۲۸۸ درجه سانتیگراد) انجام می‌شد. این پتنت در سال ۱۹۳۰ با شماره ۱٬۷۶۱٬۱۸۶ صادر شد.
فسفاته‌سازی منگنزی حتی با این بهبودهای فرایند هنوز نیازمند استفاده از ترکیبات منگنز گران‌قیمت و دشوار به دست آوردن بود. سپس یک تکنیک جایگزین توسط شرکت پارکر برای استفاده از ترکیبات آسان‌تر و هزینه‌ای کمتر از طریق استفاده از فسفاته‌سازی روی‌آیی به جای فسفاته‌سازی منگنزی توسعه یافت. پتنت این فرایند فسفاته‌سازی روی‌آیی (با استفاده از ترکیبات استراتژیک که در طول جنگ در آمریکا به دسترس بودند) در سال ۱۹۳۸ توسط مخترع رومیگ از شرکت پوشش‌دهی شیمیایی آمریکا با شماره ۲٬۱۳۲٬۸۸۳ صادر شد، تازه پیش از از دست دادن دسترسی آسان به ترکیبات منگنز در جریان جنگ جهانی دوم.
در تازه‌ترین بهبودهای فرایند فسفاته‌سازی منگنزی که توسط بیکر و دینگمن کشف شد، یک روش بهبود یافته مشابه برای فرایند فسفاته‌سازی روی‌آیی نیز پیدا شد. این بهبود توسط دارسی از شرکت پوشش‌دهی ضدزنگ پارکر که در فوریه ۱۹۴۱ پتنت را ثبت کرد، که در اوت ۱۹۴۲ با شماره ۲٬۲۹۳٬۷۱۶ به عنوان یک تکنیک فسفاته‌سازی روی‌آیی (پارکرایزینگ) بهبود یافته صادر شد. او کشف کرد که افزودن مس نیاز به اسیدیته را کاهش می‌داد نسبت به آنچه که نیاز بوده و افزودن یک کلرات به نیترات‌های مورد استفاده اجازه می‌داد فرایند را در دمای کمتری در محدوده ۱۱۵ تا ۱۳۰ درجه فارنهایت (۴۶ تا ۵۴ درجه سانتیگراد) اجرا کند، همچنین هزینه اجرای فرایند را کاهش می‌داد. با این بهبودهای فرایند، نتیجه نهایی این بود که یک فرایند فسفاته‌سازی روی‌آیی با دمای پایین (بهینه انرژی)، با استفاده از مواد استراتژیکی که ایالات متحده به آن دسترسی داشت، در طول جنگ جهانی دوم برای حفاظت از مواد جنگی آمریکایی مانند اسلحه و هواپیماها در برابر زنگ‌زدگی و زنگ‌زدگی به کار گرفته شد.

### توسعه‌های بعدی

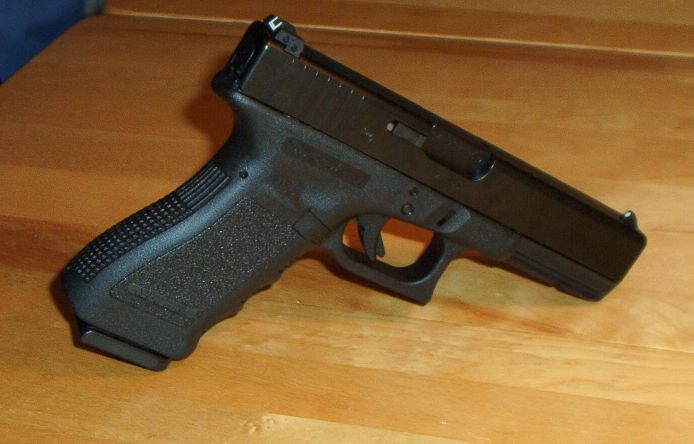

شرکت تولیدکننده اسلحه اتریشی، گلاک Ges.m.b.H.، فرایند پارکرایزینگ سیاه را به عنوان یک لایه آخرین به فرایند Tenifer برای حفاظت از اسلایدهای پیستول‌هایی که تولید می‌کند، اعمال می‌کند. پس از اعمال فرایند Tenifer، یک پوشش پارکرایزینگ سیاه اعمال شده و اگر پوشش پارکرایزینگ فرسوده شود، اسلاید همچنان محافظت می‌شود. به این ترتیب، پارکرایزینگ به عنوان یک تکنیک تکمیلی و تزیینی محافظتی به کار می‌رود که بر تکنیک‌های بهبود یافته زیرساخت فلزی اعمال می‌شود.
پوشش‌های شیمیایی تبدیلی فسفاته‌سازی سنتی مانند فسفاته آهنی، فسفاته رویی و فسفاته منگنزی، از جمله نسخه‌های پارکرایزینگ، در سال‌های اخیر به دلیل وارد کردن فسفاتها به سیستم‌های آب سطحی و تشویق به رشد سریع جلبک‌ها (یوتروفیکیشن) مورد انتقاد قرار گرفته‌اند. به همین دلیل، در سال‌های اخیر، فناوری‌های جدید و به وجود آمده به عنوان جایگزین‌های فسفاته‌سازی سنتی به کار گرفته شده‌اند تا پوشش‌های فسفاته‌سازی را جایگزین کنند، از جمله پارکرایزینگ. اکثر این پوشش‌های تبدیلی جدید بر پایه فلوروزیکونیوم هستند. محبوب‌ترین این پوشش‌های تبدیلی بر پایه فلوروزیکونیوم، که در سال ۲۰۰۵ معرفی شد، شامل فلز گذار انتقالی وانادیم است. این پوشش جدید و محیط‌زیستی‌تر به عنوان یک پوشش تبدیلی وانادات نامیده می‌شود. علاوه بر پوشش‌های وانادات، پوشش‌های آرسنات نظریاً محافظت مشابهی را فراهم می‌کنند، با ریسک این که بهداشت انسان‌ها و حیوانات را به خطر بیاندازند. هنوز نمی‌توان دید که آیا این پوشش‌ها یا پوشش‌های تبدیلی شیمیایی جدید دیگر نهایتاً فسفاته‌سازی سنتی و پارکرایزینگ را جایگزین خواهند کرد یا خیر.
در برخی از مواقع، نسخه‌های مشابه فرایند پارکرایزینگ در نشریات مربوط به اسلحه منتشر می‌شوند و کیت‌های پارکرایزینگ توسط توزیع‌کنندگان اصلی قطعات اسلحه مانند براونلز عرضه می‌شوند.

## کاربردها

### پایه‌گذاری برای نقاشی
پوشش‌های فسفاته به عنوان یک آماده‌سازی سطح مؤثر برای پوشش‌ها و/یا نقاشی‌های بیشتر نیز استفاده می‌شوند و اتصال و ایزولاسیون الکتریکی عالی فراهم می‌کنند.

### مقاومت در برابر خوردگی
پوشش‌های فسفاته اغلب برای محافظت از قطعات فولادی در برابر زنگ‌زدگی و انواع دیگر خوردگی‌ها استفاده می‌شوند. با این حال، این پوشش‌ها به نسبت نفوذپذیر هستند، لذا استفاده از روغن، رنگ یا مواد مهرکننده دیگر برای اشباع پوشش الزامی است. نتیجه این کار یک لایه الکتریکی بسیار چسبنده (الکتریکی عایق) است که می‌تواند قطعه را از خوردگی الکتروشیمیایی و زیر پوششی محافظت کند.

### مقاومت در برابر ساییدگی
پوشش‌های روی، منگنز و روی-منگنز برای کمک به شکستن قطعاتی که به ساییدگی تحت‌تأثیرند و جلوگیری از تراکم استفاده می‌شوند.

### لوبریکیشن
هرچند پوشش فسفاته روی به تنهایی کمی خراش‌آور است، اما می‌تواند به یک لایه لوبریکانت برای عملیات فرم‌دهی سرد تبدیل شود. واکنش صابون (سدیم استئارات) با بلورهای فسفاته یک لایه بسیار نازک، ناحل محلول و هیدروفوبی از استئارات روی ایجاد می‌کند که به نگه‌داشتن استئارات سدیم غیر واکنش‌خورده حتی در شرایط تغییر شکل بسیار زیاد قطعه، مانند در فرایند کشش سیم، کمک می‌کند.